# Herkulesbrunnen (Berlin)
Der Herkulesbrunnen war ein Schmuckbrunnen am Lützowplatz im Ortsteil Tiergarten. Im Stil des Neobarocks von Ludwig Hoffmann entworfen, wurden die Bildhauerarbeiten von Otto Lessing ausgeführt und der Brunnen am 11. Oktober 1903 eingeweiht. Namensgebend war der bronzene Herkules, der die Brunnenanlage bekrönte. Bei den alliierten Luftangriffen im Zweiten Weltkrieg wurde der Herkulesbrunnen zerstört. An ähnlicher Stelle des früheren Brunnens befindet sich seit den 1960er Jahren die Bronzeskulptur Herkules und der erymanthische Eber von Louis Tuaillon.

## Geschichte und Beschreibung

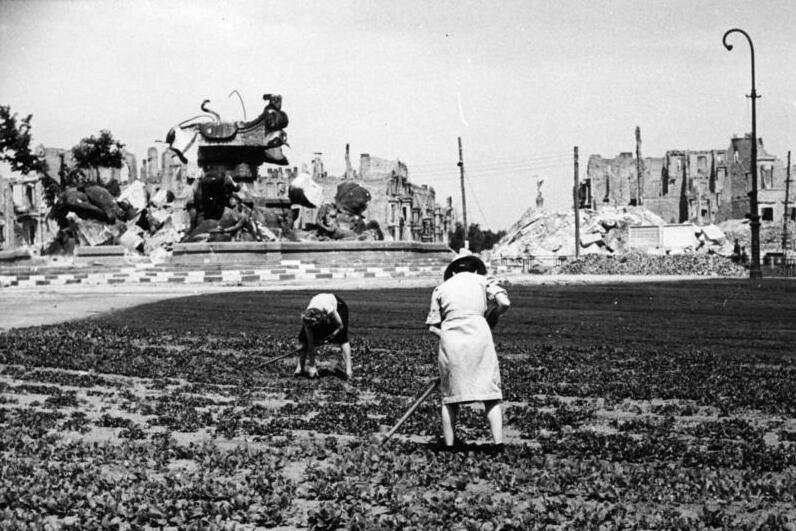
Der zerstörte Herkulesbrunnen, 1946

Die Entstehung des Herkulesbrunnens stand im Zusammenhang mit der städtebaulichen Bestrebung, einen Abschlusspunkt für die Friedrich-Wilhelm-Straße (heute: Klingelhöferstraße) zu bilden. Zudem sollte der Lützowplatz, der zuvor als Lagerplatz für Holz und Kohle gedient hatte, als Schmuckplatz vollendet werden. Hierfür hatte Hermann Mächtig bis 1900 die landschaftsgärtnerische Grundlage gebildet. Um einen geeigneten Aufstellungsort auf dem Lützowplatz zu finden, wurden mehrfach Versuche mit Schablonen vorgenommen. Die Entwurfsarbeiten übernahm Stadtbaurat Ludwig Hoffmann, während Otto Lessing für die Ausführung der Bildhauerarbeiten bestimmt wurde. Die beiden hatten bereits verschiedene andere Bauwerke in Zusammenarbeit fertiggestellt. Das Motiv des Herkules leitete sich von der wenige Meter weiter nördlich liegenden Herkulesbrücke ab. Es bildete sich ein Ensemble verschiedener Kunstwerke, die auf den römischen Heros Bezug nahmen. Am 11. Oktober 1903 wurde der Herkulesbrunnen eingeweiht, dessen Baukosten sich auf rund 192.000 Mark beliefen.
Als Vorbilder für die Komposition dienten der Vierströmebrunnen in Rom sowie der Neptunbrunnen, der etwa ein Jahrzehnt zuvor am Schloßplatz entstanden war.
Untergliedert in drei Ebenen, erreichte die unterste Brunnenschale, die aus Cudowaer Sandstein gefertigt wurde, im Durchmesser mehr als 20 m. In dieser Ebene befanden sich vier kraftvolle männliche Allegorien, die mit der oder gegen die Strömung arbeiteten. So wurden sie von weiblichen Figuren, die wohl den Widerstand der Strömung personifizierten, umklammert oder festgehalten. In der darüber liegenden Ebene befanden sich vier wasserspeiende Fischköpfe, die von jeweils einer Volute und einer kindlichen Engelsfigur bekrönt wurden. In der obersten Ebene befand sich eine rund vier Meter breite Schale, aus der Wasser in die darunter liegenden Ebenen fließen konnte. Den Abschluss des Brunnens bildete die Bronzefigur des Herkules, der mit seinen Attributen, dem Nemeischen Löwenfell und einer Keule, ausgestattet war. Der Herkulesbrunnen erreichte insgesamt eine Höhe von rund 14,60 m.
Technisch war das Innere der Brunnenanlage hochmodern. So wurde das Fundament als Betonplatte ausgebildet und durch Eisenanlagen verstärkt. Die Wasserzuleitung erfolgte aus dem städtischen Leitungsnetz und sollte durch eine partielle Wiederverwendung des abfließenden Wassers besonders sparsam sein. Weitere Wassereinsparungen sollten durch eine zu installierende Wasserumlaufpumpe in Aussicht gestellt werden. Das überflüssige Abflusswasser wurde in den Landwehrkanal geleitet.
Während nach der Fertigstellung in der Deutschen Bauzeitung die durch Ludwig Hoffmann begründete Form des Brunnens gelobt wurde, galt der Aufstellungsplatz als missglückt. So stehe der Brunnen zu nahe an den Verkehrswegen und könne durch die unzulängliche Einheit mit dem Lützowplatz nicht seine volle Wirkung entfalten. Es wurde insgesamt in Frage gestellt, ob ein Brunnen fähig sei, als Abschluss der breiten Friedrich-Wilhelm-Straße zu dienen. Die negativen Auswirkungen auf die künstlerische Wirkung des Herkulesbrunnens wurden als so schwerwiegend angesehen, dass die Versetzung innerhalb des Lützowplatzes vorgeschlagen wurde. So würde der Brunnen zentraler gelegen, inmitten einer Grünfläche, eine bessere Beziehung zum Platz aufnehmen und hätte eine ideale Entfernung des Betrachters zum Kunstwerk geboten.
Im Zweiten Weltkrieg wurde der Brunnen bei den alliierten Luftangriffen schwer zerstört und anschließend abgetragen. Bei der Umgestaltung des Lützowplatzes in den 1960er Jahren wurde ungefähr an der Stelle des ehemaligen Brunnens die 1937 gegossene Bronzeskulptur Herkules und der erymanthische Eber von Louis Tuaillon aufgestellt.